# ROAD TO EDEN
『ROAD TO EDEN』（ロード・トゥ・エデン）は、2017年10月26日よりフジテレビオンデマンド（FOD）で配信、2018年1月18日からフジテレビで放送された特撮テレビドラマのタイトル。

## 概要
フジテレビが運営する動画配信サービス「FOD」で配信する異世界バトルSFドラマ。サミーが共同出資し、世界観構築を行う。
世界大戦後の異世界を表現するため、台湾・金門島でほとんどのロケーション撮影が行われている。
2017年12月19日にはマイナビBLITZ赤坂でトーク＆ライブショーが行われ、出演者が登壇。ドラマの主題歌「EDEN」を歌うUse With Caution、挿入歌「Always ～The answer is blowin’ in the wind～」を歌うJEKYLL★RONOVEのライブが行われたほか、地上波放送決定が明かされた。

## あらすじ
地球とは別の惑星の話し、かつてこの惑星では世界大戦があった。世界大戦は、奇跡の巨大エネルギーを持った石“オレイカルコス”を利用した強化ヒト型キメラ兵器“ニュークローン”の出現により終焉したが、大量破壊兵器投下により荒廃した平原、倒壊した無機物が横たわり、かつて繁栄した人類はニュークローンの支配下に置かれ、静かに貧困生活を送っていた。
そんな中、ニュークローン配下である現状に不満を募らせ、反旗を翻す若者が現れる。義賊を名乗るカイトは仲間5人とレジスタンスを結成し、自身の出生の秘密、そしてすべての答えがあるという「エデン」の地をめざし出発する。

## 登場人物

### レジスタンス
カイト
演 - 柄本佑
逃げ足が速く“旧世界の道具”とされるナイフの使い手。ニュークローンから物資を盗んでは労働者階級に配ることを日課としていたが、偶然居合わせたニュークローンとの戦いに勝利。カンベエらから探していた救世主と評価され、世界を変えるために旅立つ。アリスと出会って以降はオレイカルコス製ダガーを使用。
防毒マスク型の特殊マスクを装着することでニュークローンの発生させたキューブの中で戦闘可能。
ケンジ
演 - 桜田通
カイトの友人。調子良い性格だが行動範囲が広く情報通。首からゴーグルを下げている。拳銃の名手で短機関銃（ショットガン）を持っているが、ほとんど遠距離戦がないこともあり、打突にも使用している。
セイラ
演 - 三浦真椰
金髪の女性空挺士。ケンジの憧れの人。元パイロットでやさぐれていたが、飛空艇グリフィンを手に入れてからは再び乗り手として復帰する。武器は警棒のような細身の棍棒。
カンベエ
演 - 松田慎也
ザイオン生まれの口ひげを蓄えた屈強な戦士。アリスとレジスタンスを結成し、救世主を探していた。ショルダーガードを身に着け、拳を合わせると赤く光るオレイカルコスの埋め込まれた特殊グローブを装着。下級ニュークローンならば一撃必殺できる格闘センスと装備を持つ。長らく故郷を離れていたためか妹に再会した際は気付かなかった。得意技はエルボー連打。
アリス
演 - 久松郁実
へそ出し短パンの身なりをした武器職人。同じ武器職人であった父をカブトに殺害されており、自ら制作した身の丈ほどの槍を操る。左足のみにニーパッドを付け、右耳に6つヘリックスを付けている。職人気質で物語中笑みをこぼすことはわずかだったが、かつて交際していたラグーと再会中は感情を露わにしていた。
タオがパーティーに加わって以降は、開発といっても父の研究成果を形にしているだけであることに負い目を感じる。

### ニュークローン軍
“オレイカルコス”を身体に埋め込められ、他種族の遺伝子を持つ強化ヒト型キメラ兵器。アダムを頂点としたピラミッドを構成する。上位個体は青白い肌をしている。新たな労働力、戦闘力として人間の欲望により産まれたが、知性を得たことにより現時点では総じて人間より上位階級となっている。
アダム
演 - 古田新太
ニュークローン軍の頂点に位置する。グリーンの瞳を持ち、額に“オレイカルコス”が埋め込まれている。カイトを探している様子。戦闘時はライオンタイプの化身に変身。装飾の施された大太刀を振り回す。一度はニュークローンのリセット起動スイッチ「コア」を見つけ破壊したものの、タオにより自身の心臓部にも埋め込まれていた。
カブト
演 - 団時朗
武器職人であったアリスの父の技術を恐れ追跡、殺害したニュークローン。常に鉄仮面部隊を率い行動し、長刀を持つ。弱点は左胸の“オレイカルコス”。
リュウ
演 - 永井大
アダムの指示を受けニュークローン全体を見守る男。十字の鉄仮面を被った親衛隊も持つが個人行動も多い。葉巻を吸うことが多く、胸中央部に“オレイカルコス”が埋め込まれ、ネコ科動物の化身に変身可能。アダムに忠誠を誓うが、カイトへの思いを見るにつけ、嫌悪と嫉妬を抱きだす。
カリコリ
演 - 宇梶剛士
カイトと最初に戦ったボスクラスのニュークローン。馬の遺伝子を持つ。
ドードー
演 - 袴田吉彦
下級ニュークローン。貧困層の人間相手にポーションの商売をしており、戦闘時も仕込み斧、スタンガンを複数所持し、物乞いで油断を誘うなど卑怯な手を使う。
ジョンギ
演 - 山根一馬（2）
サイの遺伝子を持つニュークローン。変身後はモーニングスターを振り回す。
クレア
演 - 赤井沙希（4）
狙撃のためだけに生み出されたニュークローン。2キロ先の標的を狙うことが可能。首筋に“オレイカルコス”が埋め込まれており、破壊されると絶命してしまう。
ガラン
演 - 河原雅彦（5）
リュウ直属の部下で黒ずくめの殺し屋。口癖は「なんなりと」。チャクラム型の武器を2つ持ち、合体させてフリスビーのようにも用いる。ガマカエルの遺伝子を持ち、変身後も人間態の武器を使用するほか、長い舌と驚異的な跳躍力を開放する。
棒手裏剣の男
演 - 村井良大（5）
村で母娘を拘束し強請っていた金髪の男。ナイフ型の棒手裏剣を武器にするがかなりのノーコン。カイトに見つかった際、武器をかわし投げ返され、リュウの名をさけび逃走した。
アオアタマ
演 - 鎌田英怜奈（6）
メイズの番人。見た目は小学生で下へ突き刺すと雷鳴を発する槍を持つ。自身の名前を気に入っていない。左目に“オレイカルコス”がはめられている。
最後の門番ギガ
演 - 春日俊彰（8）
エデンの塔に控える門番。圧倒的なパワーの持ち主でベアハッグを得意とする。のど元に“オレイカルコス”がはめられている。

### その他
タオ
演 - 岩城滉一
天才科学者でニュークローン開発者。どこかに幽閉されている。白髪交じりの長髪で汚れた白衣を纏う。助け出された後はカイトの一向に合流。カイトの怪我を治癒するなど医学のたしなみもある模様。飛空艇ではコーヒーを嗜み、嗅ぐわっている。メイズの防衛システムを解除できる技術も持つ。
エヴァ
演 - 内山理名
カイトの母でニュークローン開発者。ニュークローンとの共存を図り、支配下に置こうという周囲の反対を押し切り、アダムに知性を与える教育協力者となるが、それが仇となりニュークローンに殺されたと噂される。
カイトの父
演 - 川野太郎（1，2，4，5）
カイトにエデンを目指すように伝えた育ての親。
ゴロツキ
演 - 鈴木有史（2，4）
セイラから勲章を奪ったイカサマエアレーサー。
リサ
演 - 西村美柚（3）
カンベエの妹。ザイオンで両親と暮らしている。
ラグー
演 -  岩田玲（4）
アリスの元彼。タオの居場所を知る男。アリスに交際を否定されると頑なになっていたが、「あなたの力が必要なの」と申し出られたことで案内をかって出る。狙撃によりパーティーから離脱するがニュークローン兵士を関節技で破るなど戦闘力は高い。
アリスの父
演 - 伊藤高史（5，7）
武器職人。本名はリコ。豊富な研究成果を書に記し、娘に託した。

## 音楽
- 主題歌：「EDEN」Use With Caution（Rocklife Records）

作詞：ヨシスエコージ　作曲：Use With Caution　作曲：Use With Caution、susumu-k
- 挿入歌：「Always ～The answer is blowin’ in the wind～」JEKYLL★RONOVE（Rocklife Records）

作詞、作曲：Jekyll　作曲：JEKYLL★RONOVE、susumu-ｋ

## スタッフ
- 製作：大辻健一郎、清水一幸、田中宏孝（サミー）
- 原案：藤井道人
- 脚本：蓼内健太
- 演出：谷村政樹、森脇智延、三橋利行（FILM）
- 特殊メイクデザイン、監修：JIRO
- 特殊造形デザイン：黒澤津勝大
- 特殊衣装デザイン：宇田川祐
- 衣装デザイン：ANDO
- VFXプロデューサー：赤羽智史
- アクション指導：柏崎博志
- 企画：牧野正
- プロデュース：草ヶ谷大輔、古郡真也（FILM）
- VFX演出：山本雅之
- 制作協力：FILM
- 制作著作：「ROAD TO EDEN」製作委員会、フジテレビジョン

## 配信・放送日程
| 話数          | 配信日 （FOD） | 放送日 （フジテレビ） | サブタイトル                    | 監督     |
| ------------- | -------------- | --------------------- | ------------------------------- | -------- |
| Episode1      | 2017年10月26日 | 2018年1月18日         | Episode1 救世主現る             | 谷村政樹 |
| Episode2      | 11月2日        | 1月25日               | Episode2 プライドを賭けたバトル | 谷村政樹 |
| Episode3      | 11月9日        | 2月1日                | Episode3 戦うべき場所           | 森脇智延 |
| Episode4      | 11月16日       | 2月8日                | Episode4 真実                   | 谷村政樹 |
| Episode5      | 11月23日       | 2月15日               | Episode5 先へ、その先へ         | 森脇智延 |
| Episode6      | 11月30日       | 2月22日               | Episode6 難攻不落の迷宮         | 三橋利行 |
| Episode7      | 12月7日        | 3月1日                | Episode7 エデンの塔             | 三橋利行 |
| Final Episode | 12月14日       | 3月8日                | Final Episode ROAD TO EDEN      | 谷村政樹 |

## パチンコ
- P ROAD TO EDEN（2020年9月、サミー／銀座）